# Petruskapelle Alexisbad

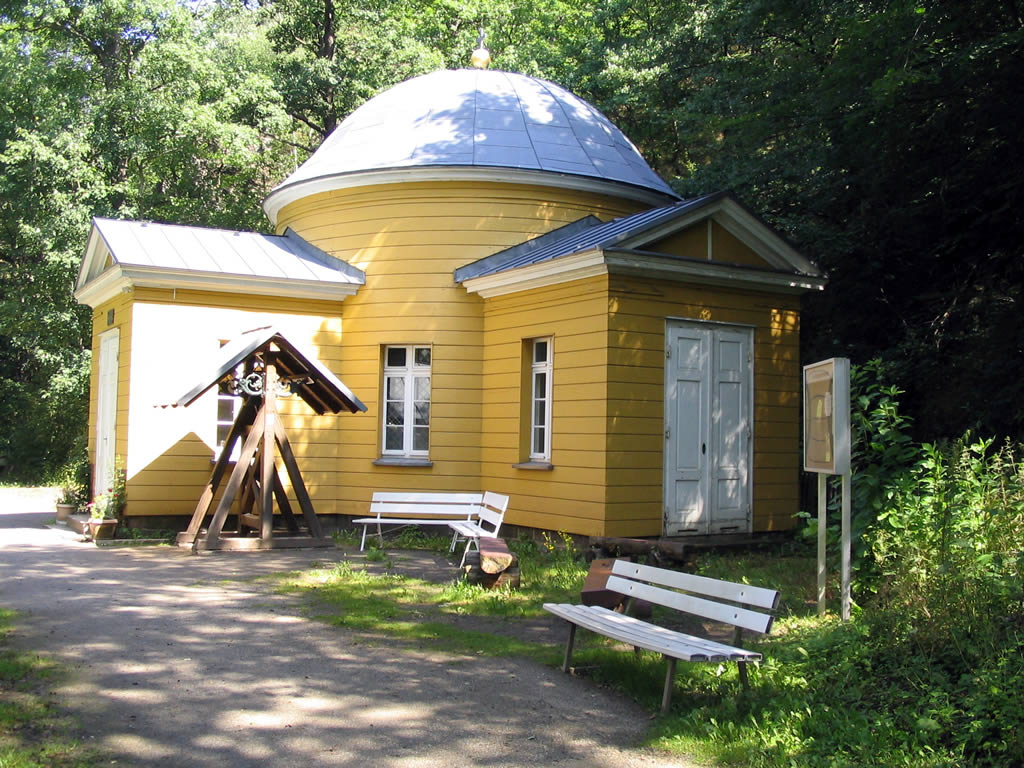
Petruskapelle Alexisbad 2007

Die Petruskapelle Alexisbad ist die evangelische Kapelle des zur Stadt Harzgerode gehörenden Ortsteils Alexisbad. Der kleine Kirchbau befindet sich am östlichen Ufer der Selke, an der sogenannten Kügelgenpromenade, gegenüber der alten Posthalterei.

## Baugeschichte
Das kleine Holzgebäude wurde 1812/1815 nach einem Entwurf von Karl Friedrich Schinkel am rechtsseitigen Ufer der Selke in dem seinerzeit neu angelegten Kurort Alexisbad als Teehäuschen für Herzog Alexius und Herzogin Marie Friederike von Anhalt-Bernburg errichtet. Da Alexisbad über keine Kirche verfügte, wurde auf Anordnung der späteren Besitzerin des Kurbades und des herzoglichen Pavillons, Herzogin Friederike von Anhalt-Bernburg alle zwei Wochen Gottesdienst in dem Teehäuschen abgehalten, das schließlich zur Kapelle umgebaut wurde.
1933 erwarb die Evangelische Kirchengemeinde Harzgerode das Gebäude.
Während der DDR-Zeit verfiel die Kapelle und konnte nicht mehr für Gottesdienste genutzt werden. Nach der Wende wurde sie 1990 wieder geöffnet, in den folgenden zwei Jahren grundlegend saniert und wird seit Ostermontag 1992 wieder für den Gottesdienst genutzt. Als infolge des Selkehochwassers im April 1994 Alexisbad unter Wasser stand, blieb die Kapelle ohne Schäden und musste nur gereinigt werden. Seit 1999 finden in ihr zudem regelmäßig Konzerte und seit 2007 auch standesamtliche Trauungen statt.
In einem Festgottesdienst mit Bischof Martin Hein wurde der Kapelle am Ostermontag 2008 durch den anhaltischen Kirchenpräsidenten Helge Klassohn in Anlehnung an das Altarbild mit Petrusdarstellung der Name „Petruskapelle Alexisbad“ verliehen.

## Baubeschreibung und Ausstattung
Das Gebäude im Stil des Klassizismus besteht aus einer zentralen Rotunde und vier niedrigeren quadratischen Annexbauten mit flachem Satteldach auf kreuzförmigem Grundriss – ein Motiv, das Schinkel abgewandelt und in größerem Maßstab bei seinem sieben Jahre später begonnenen Jagdschloss Antonin wiederholte. Die Außenwände sind mit einer horizontalen, gelb gestrichenen Holzverschalung verkleidet, die Dächer mit einer Falzdeckung aus Zinkblech bedeckt.
Das namensgebende Altarbild ist die Kopie einer Petrusdarstellung des Dresdner Hofmalers Anton Raphael Mengs. Das Ölbild mit dem kreuztragenden Heiland malte die gebürtige anhaltinische Prinzessin Luise von Preußen 1838 und war ursprünglich das Altarbild der alten Kapelle in Mägdesprung.